# Coolidge (Teksas)
Coolidge – miasto w Stanach Zjednoczonych, w stanie Teksas, w hrabstwie Limestone.